# Arthur Kiyaga
Arthur Kiyaga (né le 25 septembre 1985 à Kampala en Ouganda) est un joueur professionnel canadien de hockey sur glace.

## Carrière de joueur
Ce Québécois d'origine ougandaise fut le premier Ougandais à atteindre la Ligue de hockey junior majeur du Québec pour quelques parties. Son jeu n'étant pas encore assez élevé, il se joint au Mustangs de Vaudreuil de la Ligue de hockey junior AAA du Québec, une ligue junior qui sert souvent de club-école à ceux de la LHJMQ. Après son junior, il entama sa carrière professionnelle dans la United Hockey League avec les Komets de Fort Wayne. Pour la saison 2007-08, il signa au cours de l'été 2007 et contrat avec les Oilers de Tulsa de la Ligue centrale de hockey.

## Statistiques en carrière
| Saison    | Équipe                  | Ligue   |    | Saison régulière | Saison régulière | Saison régulière | Saison régulière | Saison régulière |   | Séries éliminatoires | Séries éliminatoires | Séries éliminatoires | Séries éliminatoires | Séries éliminatoires |
| Saison    | Équipe                  | Ligue   | PJ | B                | A                | Pts              | Pun              | PJ               | B | A                    | Pts                  | Pun                  |                      |                      |
| 2003-2004 | Derbys de Streetsville  | OPJHL   | 31 | 1                | 9                | 10               | 6                | -                | - | -                    | -                    | -                    |                      |                      |
| 2003-2004 | Tigres de Victoriaville | LHJMQ   | 26 | 0                | 1                | 1                | 6                | -                | - | -                    | -                    | -                    |                      |                      |
| 2004-2005 | Mustangs de Vaudreuil   | LHJAAAQ | 21 | 1                | 7                | 8                | 8                | 16               | 2 | 2                    | 4                    | 12                   |                      |                      |
| 2004-2005 | Tigres de Victoriaville | LHJMQ   | 22 | 0                | 3                | 3                | 16               | -                | - | -                    | -                    | -                    |                      |                      |
| 2005-2006 | Mustangs de Vaudreuil   | LHJAAAQ | 49 | 5                | 25               | 30               | 60               | 9                | 0 | 3                    | 3                    | 10                   |                      |                      |
| 2006-2007 | Komets de Fort Wayne    | UHL     | 71 | 0                | 8                | 8                | 34               | 3                | 0 | 0                    | 0                    | 4                    |                      |                      |
| 2007-2008 | Oilers de Tulsa         | LCH     | 60 | 1                | 6                | 7                | 28               | -                | - | -                    | -                    | -                    |                      |                      |
| 2008-2009 | 98.3 FM de Saguenay     | LNAH    | 2  | 0                | 0                | 0                | 2                | -                | - | -                    | -                    | -                    |                      |                      |
| 2008-2009 | Renegades de Richmond   | SPHL    | 50 | 0                | 8                | 8                | 39               | -                | - | -                    | -                    | -                    |                      |                      |